# Minitruck
Minitruck är en enklare form av pickuper som oftast finns som ombyggda pickuper. Vanligaste modellerna som modifieras till minipickuper är Chevrolet S10, Ford Rangers, Toyota Hilux och Nissan pickup.
Att modifiera pickuper är en hobby som fått namnet Minitruckin. Den började på 1980-talet i USA, och har efterhand vuxit i USA och även spridit sig runt om i världen. I USA finns en tidning just för den här stilen som heter "Minitruckin".

## Modifieringar
Huvudsakliga modifieringen är att sänka pickupen på något vis. Man kan till exempel ta bort blad från bladfjädringen, kapa spiralfjädrarna.
Allt eftersom stilen har växt har modifieringarna blivit mer extrema, moderna modifieringar är luftfjädring, body drop (karossänkning), borttagna dörrhandtag (elstyrda dörrar), suicide doors (dörrar som öppnas åt fel håll), motivlackering, ombyggda ramar och chassi. De flesta av dessa bilar har även stora fälgar med lågprofildäck, upp till cirka 24". Med dagens luftfjädringsteknik och stötdämpare ökar komforten och blir bättre än original.
Minitrucks  är inte detsamma som "Lowrider" som har målet att ha så låg bil som möjligt utan att skrapa i marken. Vissa minitrucks är byggda för att ramen ska skrapa i, oftast används titanplattor som skruvas fast på ramens lägsta punkt för att det ska spruta gnistor när man sänker ner bilen när man åker så det sprutar gnistor som kallas för "Draggin".